# Abaújszolnok
Abaújszolnok (hongrois : Abaújszolnok [ˈɒbɒuːjsolnok]) est une localité hongroise située dans le comitat de Borsod-Abaúj-Zemplén.

## Nom et attributs

### Toponymie
Le nom d'Abaújszolnok est mentionné pour la première fois en 1256 sous la forme « Zonuk ». La localité faisait autrefois partie du comitat historique d'Abaúj, dont le nom provient du clan Aba et de la forteresse d'Abaújvár, construite par cette famille noble.

## Site et localisation

### Topographie et hydrographie
Abaújszolnok est située dans le Massif du Nord, sur le versant oriental du Cserehát, à environ 35 kilomètres au nord-est de Miskolc.

## Histoire
La première mention écrite du village remonte à 1256, où il apparaît sous le nom de « Zonuk ». À cette époque, le territoire appartenait à des nobles de Szolnok et était limitrophe de Nyésta. Abaújszolnok faisait autrefois partie du comitat historique d'Abaúj, qui tirait son nom du clan Aba et de la forteresse d'Abaújvár, érigée par cette famille.
Lors de l'occupation ottomane de la Hongrie, le village fut dépeuplé. Il fut repeuplé sous l'impulsion de François II Rákóczi, qui y installa des Ruthènes.
En 1750, Pál Tiszta reçut des terres dans les villages d'Abaújszolnok, Monaj et Selyeb, en guise de donation de l'impératrice Marie-Thérèse.
À la suite du Traité de Trianon en 1920, la région devint une zone périphérique de la Hongrie, ce qui influença profondément son développement économique et social dans les décennies suivantes.

## Population

### Minorités culturelles et religieuses
Selon le recensement de 2001, la population d'Abaújszolnok était exclusivement hongroise.
En 2022, 71,7 % des habitants se déclaraient hongrois, 24,5 % roms et 0,5 % d'une autre nationalité étrangère. 28,3 % des habitants n'ont pas souhaité répondre à la question de l'appartenance ethnique. En raison des identités multiples déclarées, le total peut dépasser 100 %.
Selon le recensement de 2001, la population d'Abaújszolnok était majoritairement chrétienne, avec 39 % de catholiques romains, 45 % de catholiques grecs et 6 % de réformés. Environ 2 % des habitants appartenaient à d'autres confessions, tandis que 8 % se déclaraient sans appartenance religieuse.
En 2022, la répartition était la suivante : 10,9 % de catholiques romains, 47,8 % de catholiques grecs, 6,5 % de réformés, 0,5 % d'autres chrétiens et 0,5 % de personnes sans confession. 33,7 % des habitants n'ont pas répondu à la question de l'appartenance religieuse.

## Équipements

### Réseaux extra-urbains
L'accès routier le plus direct passe par la route nationale 3, via Szikszó, en empruntant la route 2622 qui bifurque à gauche au niveau de la rue II. Rákóczi Ferenc. À proximité d'Abaújszolnok, la route 26 132 se détache de la 2622 pour rejoindre Nyésta, tandis que la route 2623 assure la liaison avec Encs en passant par Baktakék.
Le transport en commun est assuré par les autobus de Volánbusz.
Aucune ligne ferroviaire ne traverse la localité. Les gares les plus proches se situent à environ 20 kilomètres, à Szikszó (gare de Szikszó) et à Encs (gare de Forró-Encs), toutes deux desservies par la ligne ferroviaire Miskolc–Hidasnémeti.

## Patrimoine local
L'église catholique grecque de la Décollation de Saint Jean-Baptiste, construite en 1895, constitue un élément central du patrimoine religieux de la localité.
Abaújszolnok abrite également un monument commémoratif des guerres mondiales, érigé en mémoire des habitants tombés au combat.

## Cultes

### Église catholique romaine
Abaújszolnok est rattachée à la paroisse de Monaj, qui dépend du doyenné de Szikszó-Encs, au sein de l'archidiocèse d'Eger.

### Église catholique grecque
La localité fait partie de la paroisse de Selyeb, qui appartient au doyenné de Cserehát, au sein de l'exarchat apostolique de Miskolc.

### Église réformée
Abaújszolnok relève du doyenné réformé d'Abaúj, au sein du district réformé de Haute-Tisza. Il ne s'agit pas d'une paroisse indépendante, mais d'une communauté dispersée (szórvány).

### Église évangélique
Les fidèles évangéliques d'Abaújszolnok sont rattachés à la paroisse Fancsal-Hernádvécse, relevant du diocèse évangélique de Borsod-Heves, au sein de l'Église évangélique de la région Nord.